# Thị phần
Thị phần (market share) là khái niệm quan trọng số một trong marketing và quản trị chiến lược hiện đại. Công ty nào chiếm được thị phần lớn sẽ có lợi thế thống trị thị trường.
Vì chiến lược chiếm thị phần, nhiều công ty sẵn sàng chi phí lớn và hy sinh các lợi ích khác.